# Mont Ainslie
 (janvier 2025).
Si vous disposez d'ouvrages ou d'articles de référence ou si vous connaissez des sites web de qualité traitant du thème abordé ici, merci de compléter l'article en donnant les références utiles à sa vérifiabilité et en les liant à la section « Notes et références ».

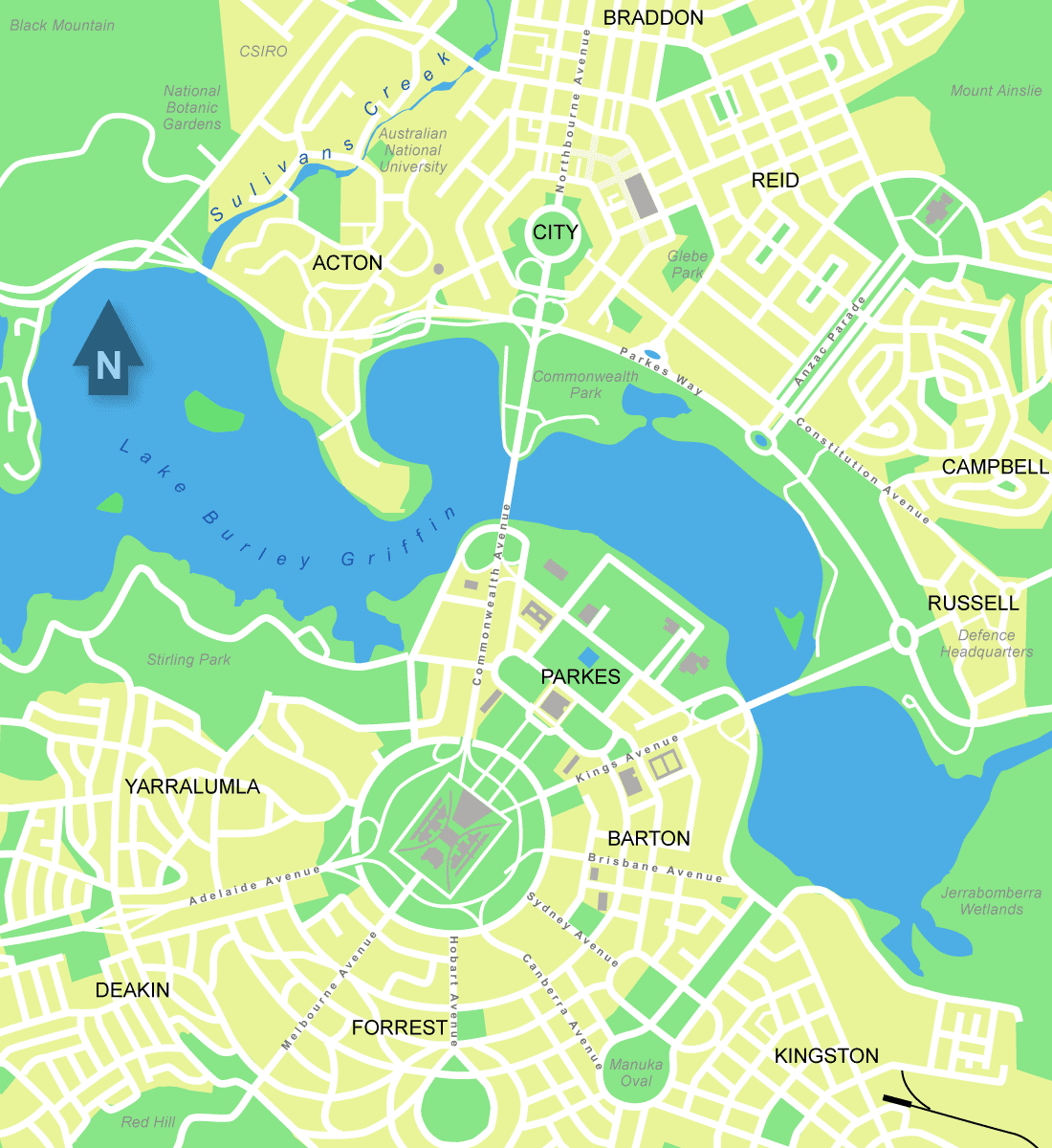
Plan de Canberra. Le mont Ainslie est dans l'angle supérieur droit.

Le mont Ainslie fait partie du parc naturel de Canberra en Australie. Il est situé à proximité des quartiers de Campbell, Ainslie et Hackett.  
À son sommet se trouve un belvédère surmonté d'un gyrophare pour les avions. Culminant à 843 mètres d'altitude, il permet une vue à 360° sur la ville, le pays environnant - le Territoire de la capitale australienne (ACT) -, et au-delà la Nouvelle-Galles du Sud (NSW).
Le mont Ainslie est accessible par la route et des sentiers balisés. Il y a un point d'eau avec un robinet au sommet et quelquefois un marchand de glaces et de souvenirs avec son véhicule. Le sentier qui part à l'arrière du Mémorial australien de la guerre, bien entretenu, équipé de points de repos et pavé, est souvent utilisé. Il est bordé d'un certain nombre de plaques commémorant les batailles de la Seconde Guerre mondiale dans la Kokoda Trail en Papouasie-Nouvelle-Guinée, avec le texte sur les plaques écrit comme si on était sur la piste Kokoda.
Le mont Ainslie marque le point le plus au nord de l'axe terrestre, prévu par Walter Burley Griffin, qui traverse Canberra du nord au sud. Cet axe passe par le mémorial australien de la guerre et le Parlement.
Il doit son nom à James Ainslie, un colon du XIXe siècle qui était le régisseur de Duntroon, une grande propriété dans la région. Contrairement à ce que certaines personnes ont déclaré, il n'est pas enterré dans une tombe sans nom à la base de la colline.

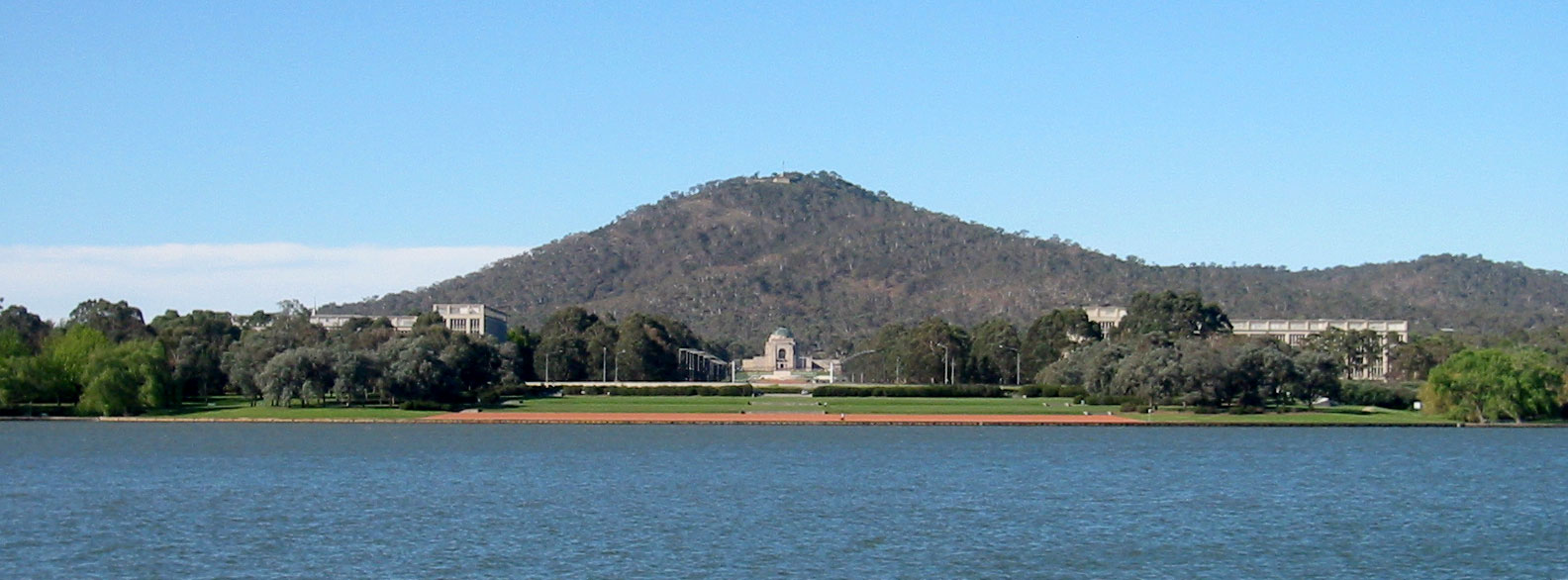
Le mont Ainslie vu du lac Burley Griffin.